# Meddle
| Recensione          | Giudizio |
| ------------------- | -------- |
| AllMusic            |          |
| Rolling Stone       |          |
| Storia della Musica |          |

Meddle è il sesto album in studio del gruppo musicale britannico Pink Floyd, pubblicato nel 1971.

## Storia
Di ritorno da una serie di concerti del tour di Atom Heart Mother in America e Inghilterra, all'inizio del 1971, la band incominciò a lavorare a del materiale di nuova composizione agli Abbey Road Studios. Inizialmente privi di idee e in mancanza di nuove composizioni, si pensò di usare un approccio sperimentale alla creazione di nuovi brani cosa che non trovò concorde la casa discografica.
In mancanza di un tema centrale per il progetto in corso, la band utilizzò svariati esperimenti di studio nel tentativo di ravvivare il processo creativo in atto. Uno di essi prevedeva che ogni membro del gruppo suonasse su una traccia isolata, senza sapere cosa stessero facendo gli altri. Ogni sezione individuale venne nominata, ma lo sforzo si risolse in un nulla di fatto; dopo diverse settimane di tentativi, nessun brano era stato compiutamente completato.
Contrariati poi per la mancanza dei nuovi sistemi di registrazioni a sedici piste, il gruppo decise di spostarsi in un altro studio. All'epoca infatti gli studi di Abbey Road erano equipaggiati solo con banchi di registrazione a otto tracce, che i Pink Floyd trovarono insufficienti alla crescente complessità della propria musica. Quindi si spostarono in studi di registrazione più piccoli di Londra come l'Associated Independent Recording (AIR), e il Morgan di West Hampstead, riprendendo in mano il materiale con il vantaggio di un equipaggiamento più avanzato tecnologicamente. Gli ingegneri del suono John Leckie e Peter Bown registrarono gran parte delle tracce approntate a Abbey Road e nelle sessioni agli AIR, mentre del resto del lavoro si occuparono Rob Black e Roger Quested. John Leckie aveva lavorato su album di altri artisti come All Things Must Pass di George Harrison e Sentimental Journey di Ringo Starr, e venne quindi impiegato come tecnico del suono per Meddle, favorito dalla sua predilezione di lavorare al mattino presto. Le sessioni dei Pink Floyd si svolgevano spesso nel pomeriggio, dando tutto il tempo di lavorare in pace a Leckie.
Il gruppo cercava di supplire con la tecnologia alla mancanza di idee ma la svolta venne da una singola nota di pianoforte suonata da Richard Wright, che filtrata da un particolare effetto, sembrava del tutto simile al suono emesso dai sonar dei sommergibili; da questo si partirà per comporre Echoes, una suite che occuperà l'intero lato B del disco.
L'album quindi venne registrato a più riprese tra gennaio e agosto del 1971 e fu pubblicato negli Stati Uniti d'America il 30 ottobre 1971 e nel Regno Unito il 5 novembre dello stesso anno. Una versione rimasterizzata su CD venne distribuita nell'agosto del 1994 in Europa e nell'aprile del 1995 negli Stati Uniti d'America.

## Titolo
Il titolo è un gioco di parole tra "medal", ovvero la medaglia della vittoria, e il verbo "interfere", ovvero interferenza.

## Copertina
La copertina è l'unica realizzata dagli stessi Pink Floyd (come scritto sulla copertina stessa), che rifiutarono la proposta di Storm Thorgerson dello studio grafico Hipgnosis e suggerirono un primo piano ravvicinato di un orecchio sott'acqua, fotografato da Bob Dowling. Thorgerson, che curò l'aspetto grafico finale, si dichiarò in seguito insoddisfatto del risultato; lui, insieme a Aubrey Powell, aveva invece proposto la foto dell'ano di un babbuino. Il gruppo chiese qualcosa sott'acqua e lo studio propose la foto di un orecchio sott'acqua ripreso da distanza ravvicinata; Thorgerson poi spiegò che il padiglione auricolare indicava la musica mentre le increspature dell'acqua rappresentavano i disturbi, le interferenze durante l'ascolto.

## Accoglienza
L'album ricevette buone recensioni dalla critica alla sua uscita. Tuttavia, nonostante avesse avuto un buon successo commerciale in Gran Bretagna, la poca pubblicità fatta al disco negli Stati Uniti dall'etichetta statunitense del gruppo causò vendite deludenti oltre oceano. L'album arriva in seconda posizione nei Paesi Bassi e la terza nel Regno Unito. Per promuovere l'album, il gruppo intraprese il Meddle Tour durante il 1971.

## Brani
Il brano strumentale One of These Days è giocata sulle note vibrate dal basso di Waters collegato ad un'unità Echo Binson, avvolte dalla chitarra di Gilmour, ed è una sorta di cavalcata sperimentale in mezzo alla tempesta con tanto di vento.
One of These Days nacque e si sviluppò da un riff di chitarra ideato originariamente da David Gilmour e poi suonato col basso da Roger Waters, filtrando lo strumento attraverso la macchina per l'eco Binson Echorec di Gilmour. La linea venne suonata da Waters e Gilmour usando due bassi, di cui uno con vecchie corde, mentre gli accordi di organo furono una creazione di Richard Wright. L'unico contributo vocale al brano è opera di Nick Mason, la cui frase: «One of these days I'm going to cut you into little pieces» ("Uno di questi giorni ti taglierò a pezzettini") venne registrata a velocità raddoppiata con voce in falsetto e poi risuonata a velocità normale e trattata elettronicamente.
Ad un certo punto, la band mise insieme uno strumentale inizialmente intitolato Nothings (successivamente Son of Nothings e poi infine Return of the Son of Nothings) che con il passare del tempo si sarebbe tramutato nella suite Echoes, che andò ad occupare tutto il secondo lato del disco. Il caratteristico suono di pianoforte che si sente all'inizio del pezzo fu opera di Richard Wright che trovò quella particolare nota casualmente mentre stava improvvisando al piano. Wright fece passare la singola nota attraverso un altoparlante Leslie, producendo una sorta di "suono subacqueo". La suite Echoes ha un incedere quasi epico, tra passaggi visionari, intermezzi funky (come in Atom Heart Mother) ed evoluzioni sonore sperimentali; tutto ciò accompagnato dal testo di Roger Waters. 
Tra gli altri brani una serie di pezzi più melodici tra i quali Fearless nel quale venne inserito il coro (You'll Never Walk Alone) dei tifosi del Liverpool (come citato sul retrocopertina).
A Pillow of Winds era un brano di Gilmour, con testo di Waters, mentre Fearless è stata composta da entrambi (con testo sempre di Waters). Echoes è una suite di 23 minuti e mezzo composta principalmente da Richard Wright e David Gilmour, anche se risulta accreditata a tutta la band. Wright ha realizzato tutti i temi e gli accordi principali del brano, ad eccezione della sezione "funky" (da 7:00 a 10:50) e della successiva sezione atmosferica (da 10:50 a 14:50), composte invece principalmente da Gilmour, il quale ha inserito diversi passaggi e riff nelle parti realizzate da Wright e viceversa. Il testo è di Waters.

## Tracce
Lato A
1. One of These Days – 5:57 (David Gilmour, Roger Waters, Richard Wright, Nick Mason)
2. A Pillow of Winds – 5:07 (David Gilmour, Roger Waters)
3. Fearless – 6:05 (David Gilmour, Roger Waters)
4. San Tropez – 3:40 (Roger Waters)
5. Seamus – 2:15 (David Gilmour, Roger Waters, Richard Wright, Nick Mason)

Lato B
1. Echoes – 23:31 (Richard Wright, David Gilmour, Roger Waters, Nick Mason)

## Formazione
Gruppo
- David Gilmour: voce principale, cori, basso in One of These Days, chitarra elettrica, chitarra acustica, lap steel guitar, effetti sonori, armonica in Seamus.
- Richard Wright: organo Hammond e Farfisa, pianoforte, voce (in armonia con Gilmour) in Echoes, effetti sonori
- Roger Waters: basso elettrico, chitarra acustica in Fearless e San Tropez, voce principale in San Tropez, effetti sonori
- Nick Mason: batteria, percussioni, piatti in A Pillow of Winds, effetti vocali in One of These Days, effetti sonori

Altri musicisti
- Liverpool Fans Kop: coro da stadio in Fearless
- Seamus (un cane): guaiti in Seamus

## Classifiche
| Classifica (1970–2021) | Posizione massima |
| ---------------------- | ----------------- |
| Austria                | 69                |
| Francia                | 69                |
| Germania               | 11                |
| Grecia                 | 8                 |
| Italia                 | 17                |
| Paesi Bassi            | 2                 |
| Regno Unito            | 3                 |
| Stati Uniti            | 70                |
| Svizzera               | 76                |